# 时锦
时锦，字文成，浙江慈谿县人，明朝官员，舉人出身。

## 生平
弘治十四年（1501年）辛酉科浙江鄉試舉人。嘉靖五年，任福建永安县知县，后由覃廷琏接任。